# Verbindungsprogrammierte Steuerung
Verbindungsprogrammierte Steuerung (VPS) (engl. hard-wired programmed logic controller; auch festverdrahtete Steuerung oder festverdrahtete Logik oder konventionelle Steuerung) ist eine Möglichkeit, Steuerungs- und Regelungsaufgaben in der Prozess- und Automatisierungstechnik zu realisieren. Der Begriff Verbindungsprogrammierte Steuerung (VPS) ist eingeführt worden, um eine Abgrenzung zur speicherprogrammierbaren Steuerung (SPS) vornehmen zu können.

## Arten
Im Gegensatz zur speicherprogrammierbaren Steuerung (SPS) ist die Schaltlogik durch die feste Verbindung der einzelnen Bauelemente festgelegt. Bei der festen Verbindung kann es sich um Verdrahtung von logischen Komponenten (Relaiskontakte, Spulen), spezielle Logikbausteine (z. B. BBC Sigmatronik-Bausteine) oder die gedruckte Schaltung einer Leiterplatte handeln. Die jeweilige Aufgabenstellung der Steuerung bestimmt, wie die Bauelemente, z. B. Relais, Schütze, Schalter, Multifunktionsrelais, Lichtschranken, Anzeigegeräte miteinander zu verbinden sind. Ändert sich die Steuerungsaufgabe, so muss in der Regel die Verdrahtung, häufig aber auch die Bestückung mit Bauelementen geändert werden.

## Verwendung
In früheren Zeiten war die Steuerung von der Leit- bis zur Zellenebene in VPS ausgelegt. Der Verdrahtungsaufwand war damit ungeheuer groß, die Fehlersuche sehr mühselig. Ferner waren komplexe Steuerungssysteme dieser Art sehr fehleranfällig, da ein Drahtbruch oder eine fehlerhafte Verdrahtung unter Umständen den teilweisen oder gesamten Ausfall des Systems nach sich ziehen konnten.
Verbindungsprogrammierte Steuerungen verloren mit der Entwicklung der speicherprogrammierbaren Steuerung (SPS) mehr und mehr ihre Bedeutung. Mittlerweile haben SPS-Systeme solche, die auf VPS basieren, nahezu vollständig verdrängt. Durch den Einsatz einer SPS ist die Steuerung flexibler, und der Verdrahtungsaufwand reduziert sich drastisch. Zusätzlich kommen heutzutage immer häufiger Bussysteme/Feldbus wie beispielsweise AS-i, Profibus, EtherCat, SERCOS III u.v.m zum Einsatz, welche die Wartbarkeit, Planung, Projektierung und nicht zuletzt die Flexibilität eines steuerungstechnischen Systems weiter optimieren und gleichzeitig den Verdrahtungsaufwand noch weiter reduzieren.
Um die Signale der Sensoren zu den jeweiligen Aktoren zu leiten, benötigt man einen signalverarbeitenden Teil. Bei VPS sind dies häufig Relais, Schütze, Timer oder FPGAs. Bei SPS ist dies durch einen elektronischen Prozessor realisiert, der ein Anwendungsprogramm abarbeitet, dessen Gestaltung die Verknüpfung der Ein- und Ausgänge bestimmt aber darüber hinaus noch verschiedene weitere Funktionen übernehmen kann.
Bestimmte sicherheitsrelevante Funktionen (z. B. Not-Aus) müssen jedoch auch bei einem Ausfall der SPS funktionieren. Die VPS wird deshalb heute hauptsächlich als Ergänzung zur SPS verwendet, damit die Sicherheit einer Maschine oder Anlage auch bei einer Fehlfunktion der SPS (z. B. Systemabsturz) gewährleistet ist. Auch hier werden jedoch mittlerweile sogenannte fehlersichere Steuerungen und Bussysteme wie PROFIsafe oder Safety over EtherCat verwendet.